# 完顏餘都
完顏餘都（?—?），金朝第四代皇帝完颜亮的后宫，第二代皇帝金太宗的孙女，太傅完颜宗本的女儿。

## 生平
完顏餘都作为金朝的寿阳县主，和姐姐混同郡君完顏莎里古真、丽妃唐括石哥的妹妹蒲鲁胡只，完颜亮母亲大氏的表兄张定安的妻子奈剌忽，宋王完颜宗望的女儿寿宁县主完顏什古，梁王完颜宗弼的女儿静乐县主完顏蒲剌、完顏習撚，完颜宗磐的孙女郧国夫人完顏重節都有丈夫。完颜亮派侍女高师姑、内哥、阿古等人召她们入宫，与她们私通。这些妃主宗妇被私幸的，都分属诸妃，出入位下。奈剌忽出入元妃（大元妃）位，蒲鲁胡只出入丽妃（唐括丽妃）位，莎里古真和餘都出入贵妃（唐括贵妃）位，什古、重节出入昭妃（蒲察昭妃）位，蒲剌、师姑儿出入淑妃位。完颜亮曾经说：“余都容貌虽不扬，但是肌肤洁白可爱。”

## 夫
松古剌，牌印官。